# 1,3-cyclo-octadieen
1,3-cyclo-octadieen of 1,3-COD is een cyclische niet-aromatische verbinding met als brutoformule C8H12. De stof komt voor als een kleurloze vloeistof, die onoplosbaar is in water. 
1,3-cyclo-octadieen wordt, net als het meer populaire 1,5-cyclo-octadieen, gebruikt als ligand voor transitiemetaalcomplexen en sporadisch als bouwsteen bij organische syntheses. 